# 山下智志
山下 智志（やました さとし、1963年 - ）は、日本の統計学者。統計数理研究所所長、教授。総合研究大学院大学教授。
専門はファイナンス、リスク科学、データ構造化。大阪府出身。

## 略歴
- 1982年　大阪府立高津高等学校卒業
- 1987年　京都大学工学部交通土木工学科卒業
- 1989年　京都大学大学院工学研究科応用システム専攻修了
- 1989年　安田信託銀行投資研究部
- 1992年　熊本大学助手
- 1994年　統計数理研究所助手
- 1997年　博士（工学）（京都大学）
- 1997年　統計数理研究所助教授
- 1998年　マサチューセッツ工科大学客員准教授（併任、1999年まで）
- 2001年　金融庁金融研究研修センター特別研究官（併任、2011年まで）
- 2011年　統計数理研究所データ科学研究系教授
- 2013年　統計数理研究所リスク解析戦略研究センター長（併任）
- 2017年　統計数理研究所副所長
- 2019年　日本統計学会理事長
- 2020年　日本学術会議連携会員
- 2022年　預金保険機構　優先株式等処分審査会委員長（委員は2018年より）
- 2023年　公認会計士・監査審査会試験委員
- 2025年　統計数理研究所所長

## 受賞
- 2012年　2011年度日本金融・証券計量・工学学会(JAFEE)論文賞【応用部門】[1]
- 2019年　平成31年度科学技術分野の文部科学大臣表彰 科学技術賞[2]

## 著書
- 『市場リスクの計量化とVaR』（朝倉書店、2000）
- 『モデルヴァリデーション』（共立出版、2005、共著）
- 『信用リスクモデルの予測精度－AR値と評価指標－ 』（朝倉書店、2011、共著）